# Taigavliegenvanger
De taigavliegenvanger (Ficedula albicilla) is een zangvogel uit de familie van vliegenvangers (Muscicapidae). De vogel komt voor in Azië en wordt ook wel beschouwd als een ondersoort van de kleine vliegenvanger.

## Kenmerken
De vogel is 11 tot 12,5 cm lang. De taigavliegenvanger lijkt sterk op de kleine vliegenvanger, met veel minder oranje op de borst. Het oranje blijft beperkt tot een keelvlek omzoomd door loodgrijs.

## Verspreiding en leefgebied
Deze soort komt voor in centraal en oostelijk Azië van Siberië tot Kamtsjatka en noordelijk Mongolië. Het leefgebied lijkt op dat van de kleine vliegenvanger

## Status
De grootte van de populatie is niet gekwantificeerd en er is weinig actuele informatie over de populatiegrootte. De vogel is wijdverspreid maar plaatselijk ook zeldzaam. Men veronderstelt voorlopig dat de soort in aantal stabiel is. Om deze redenen staat de kleine vliegenvanger als niet bedreigd op de Rode Lijst van de IUCN.